# Câu chuyện nghệ thuật

Tái bản thứ 16 của cuốn Câu chuyện nghệ thuật - The Story of Art do Nhà xuất bản Dân Trí phát hành

Câu chuyện nghệ thuật (Tác giả: E. H. Gombrich) là một cuộc khảo sát về lịch sử nghệ thuật xuyên suốt từ thời cổ đại tới hiện đại. Câu Chuyện nghệ thuật in lần đầu năm 1950 bởi Nhà xuất bản Phaidon, được định hướng ban đầu dành cho độc giả trẻ. Cuốn sách nhanh chóng được biết tới rộng rãi như một tác phẩm phê bình nghệ thuật tiêu biểu, đồng thời là một trong những cuốn sách nhập môn dễ tiếp cận nhất cho những người mới bước chân vào lĩnh vực nghệ thuật. Trong 70 năm qua, tác phẩm đã được dịch ra gần 30 thứ tiếng với hơn tám triệu bản đã được bán ra trên toàn thế giới. Điều đó khiến tác phẩm trở thành cuốn sách nghệ thuật bán chạy nhất mọi thời đại và là tác phẩm nhập môn nghệ thuật thị giác cho vô số thế hệ độc giả.

## Tóm tắt nội dung
Cấu trúc của cuốn sách bao gồm: phần mở đầu và 28 chương nội dung. Trong đó mỗi chương đề cập đến một giai đoạn nhất định của lịch sử nghệ thuật đặt trong một hoặc một số bối cảnh văn hóa hay địa lý. Và cuối cùng tác phẩm tóm tắt những phát triển mới nhất của nghệ thuật thị giác trong chương kết thúc.
Lật dở từng chương, độc giả sẽ được dẫn dắt vào một cuộc hành trình khám phá nghệ thuật châu Âu xuyên suốt từ thời cổ đại. Chương đầu tiên là nội dung khảo sát về nghệ thuật thời tiền sử và các nền văn hóa bản địa. Bốn chương tiếp theo dành riêng cho các nền văn hóa cổ đại quy mô hơn, trong đó không thể không nhắc đến Hy Lạp và La Mã. Bắt đầu từ chương 8, Gombrich tập trung nói về nghệ thuật Trung Âu và mang đến một cái nhìn toàn cầu hơn trong chương 24 khi đề cập đến nghệ thuật cuối thế kỷ 18 và đầu thế kỷ 19 ở Anh, Pháp và Mỹ.
Điểm thu hút nhất của "Câu chuyện nghệ thuật" chính là dung lượng hình minh họa so với toàn bộ nội dung, hơn 50% số trang là ảnh màu của các bức tranh, bản vẽ, kiến trúc và tác phẩm điêu khắc được nhắc đến trong sách. Giải thích về điều này ngay trong lời nói đầu, Gombrich cho biết ông sẽ không đề cập đến bất kỳ tác phẩm nghệ thuật nào mà không có hình minh họa.
Đặc biệt, hai câu đầu tiên trong cuốn sách đã trở nên nổi tiếng với rất nhiều độc giả: "Thực sự không có cái gọi là Nghệ thuật. Chỉ có những nghệ sĩ. " Sau đó, Gombrich đã giải thích rõ hơn về câu nói này. Ông cho biết mình định nghĩa" nghệ thuật "dựa trên gốc tiếng Latinh của nó, là" kỹ năng", và "không có kỹ năng nào là quái gở ".

## Bản dịch
- Bản Việt ngữ lần đầu tiên có tên "Câu truyện nghệ thuật" in năm 1998, do Lê Sỹ Tuấn biên dịch theo bản in (tiếng Anh) lần thứ 15 (1989) của Nhà xuất bản Phaidon. Sách in đen trắng (một số ảnh phần Phụ lục cuối sách in màu).
- Ấn bản tiếng Việt mới nhất là tái bản lần thứ 16, do Lưu Bích Ngọc biên dịch theo bản in tiếng Anh lần thứ 16 (1994) của Nhà xuất bản Phaidon, do Công ty cổ phần sách Alpha và Nhà xuất bản Dân trí phát hành. Phiên bản mới này có nhiều cập nhật như: sự tương quan thị giác về nội dung và hình ảnh minh họa, bổ sung các trang gấp mô phỏng nhiều bức họa và tác phẩm khổ lớn, phần chú thích được chỉnh sửa đầy đủ hơn...